# Haute-Goulaine
Haute-Goulaine település Franciaországban, Loire-Atlantique megyében. Lakosainak száma 5992 fő (2022. január 1.). Haute-Goulaine Saint-Julien-de-Concelles, Basse-Goulaine, La Chapelle-Heulin, La Haie-Fouassière, Le Loroux-Bottereau és Vertou községekkel határos.
Nantestől 14 km-rel keletre fekvő település.

## Leírása
A Nantes környéki borvidéken fekvő település; a "Muscadet körút" része, amely a Nantes környéki borvidéken vezet keresztül. Haute-Goulaine kora reneszánsz kastélya az idelátogatók számára kedd kivételével minden délután megtekinthető két és fél órán keresztül.

## Galéria

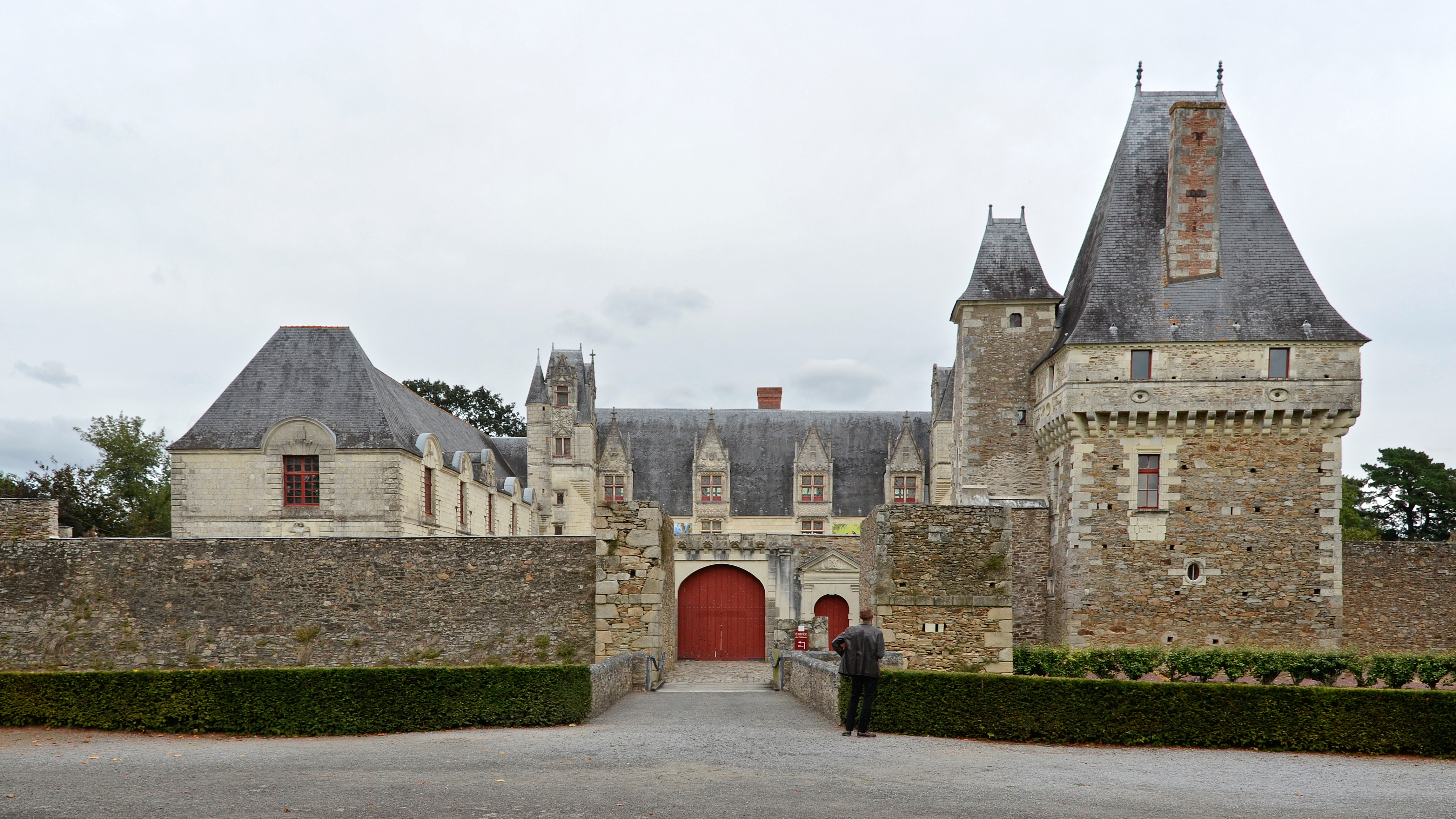
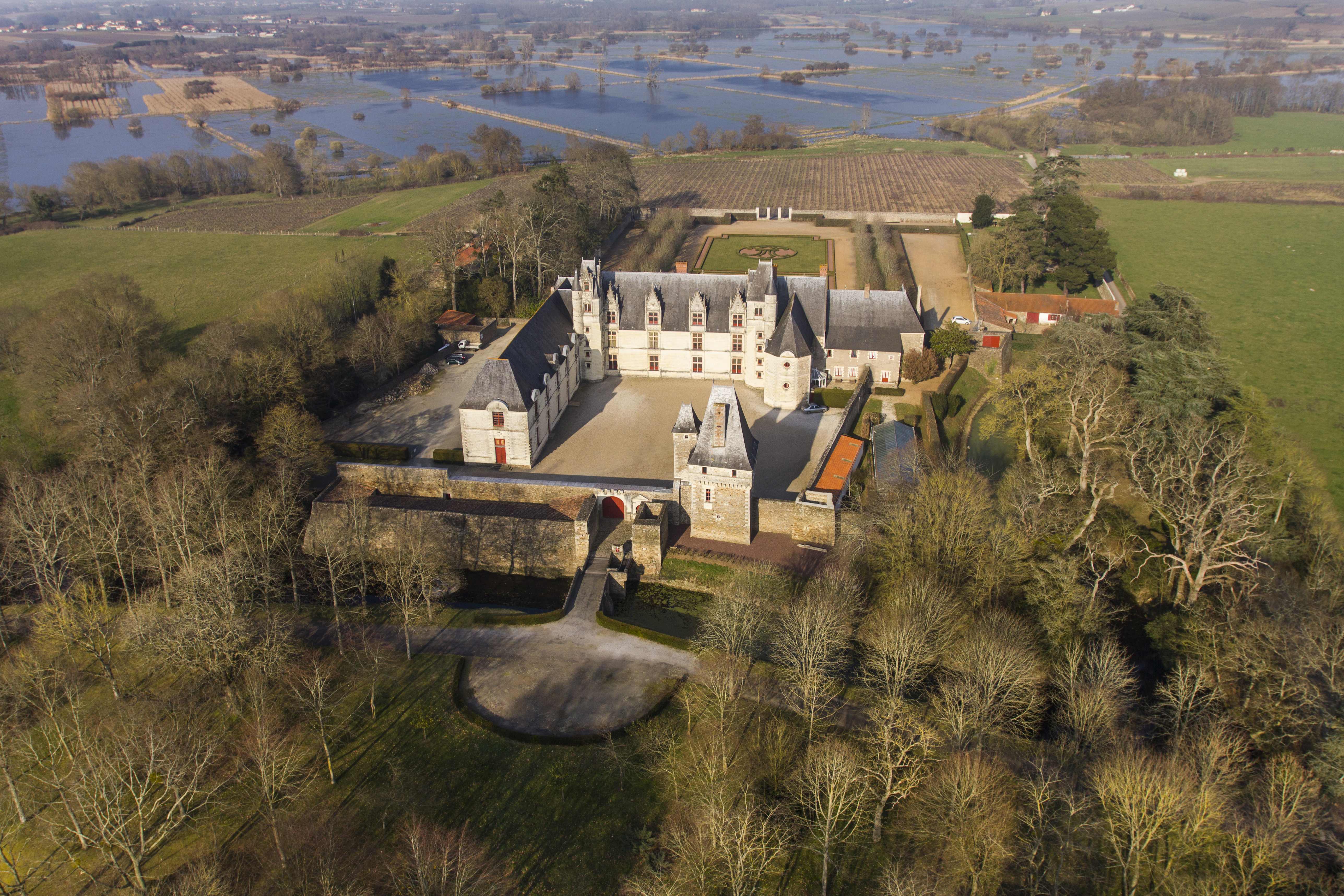
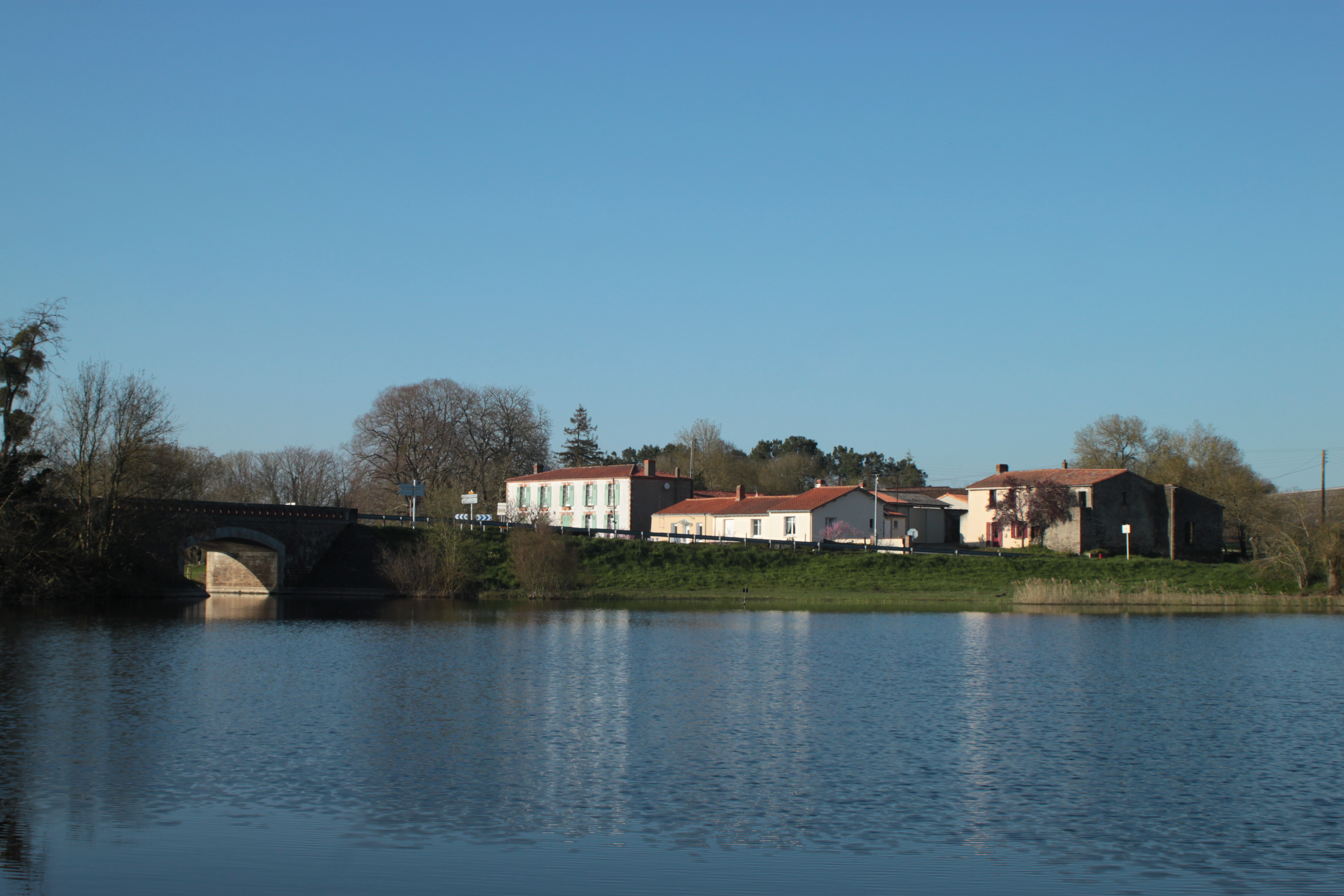
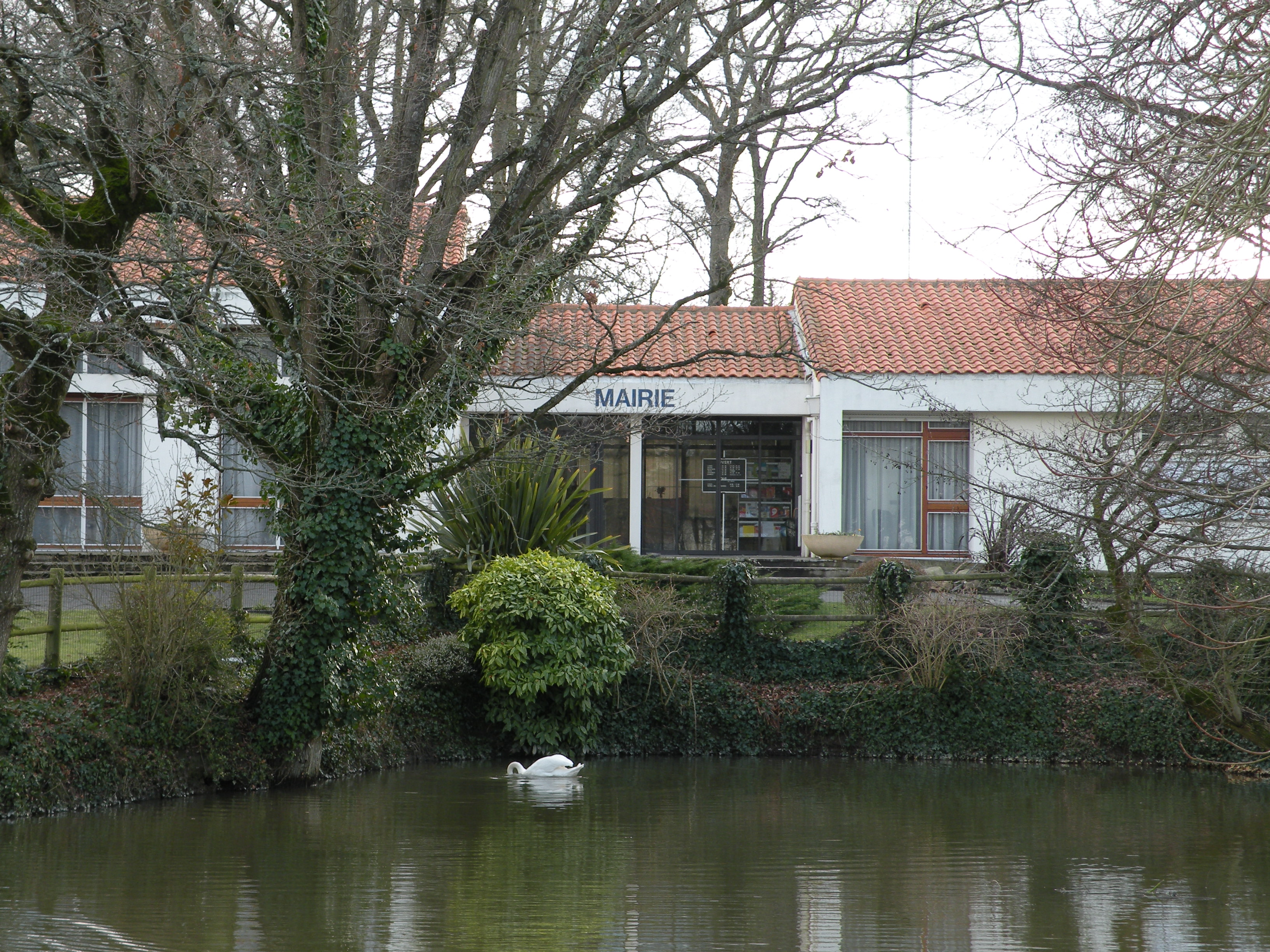
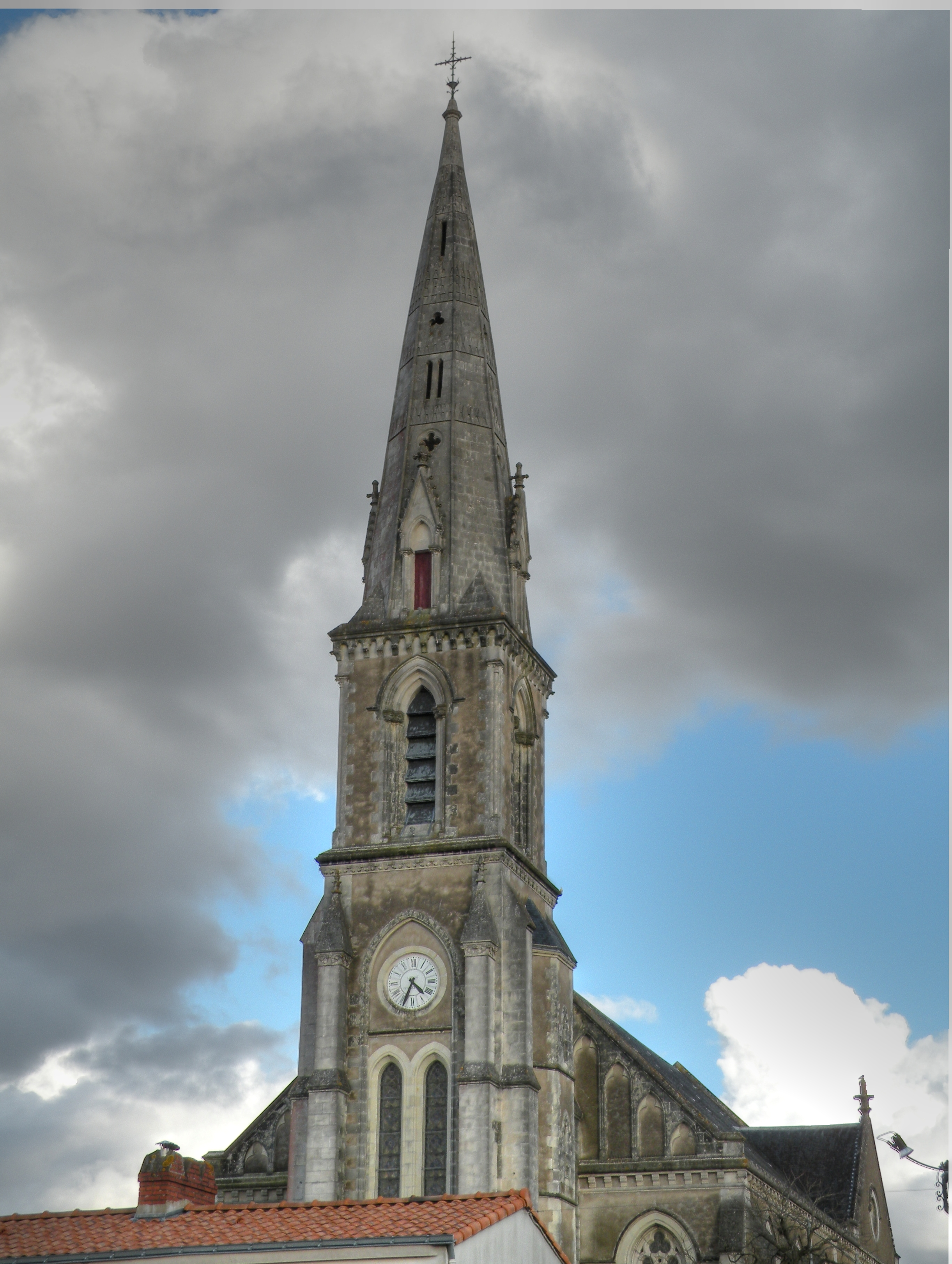

## Nevezetességek
- Kastély

## Népesség
A település népességének változása:
| Lakosok száma | 1981 | 3225 | 3823 | 5439 | 5572 | 5633 | 5764 | 5893 | 5954 | 5992 |
|               | 1968 | 1982 | 1990 | 2006 | 2013 | 2015 | 2017 | 2019 | 2020 | 2022 |